# Machutus
De heilige Machutus van Wales, Machuut, Machuyt, Maclovius, Maclou of Malo (Wales, rond 29 maart 6e eeuw - Saintes (Charente-Maritime), rond 14 november 640) was een door de heilige Brandaan van Clonfert onderwezen en gedoopte monnik in de abdij van Llancarrven. Hij was een van de gezellen van Brandaan op diens reis. Hij werd bisschop van Aleth en deed veel aan missioneringswerk in Bretagne, maar werd door tegenstanders naar Saintes verdreven.
De naamdag van Sint-Machutus wordt op 15 november gevierd.
De stad Saint-Malo aan de Bretonse kust draagt de naam van deze heilige.
De Sint-Machutuskerk te Wannegem-Lede, de Sint-Machutuskerk in Wulvergem, de Sint-Machutuskerk in Monster en de kerk te Houtave zijn aan hem toegewijd. Vught kende jarenlang een Machutus-processie. Ook is er jaarlijks op tweede pinksterdag een bedevaart in de Sint-Lambertuskerk te Escharen.
De voormalige abdijkerk in Hoch-Elten (Duitsland) dient sinds de middeleeuwen als bedevaartsoord van de heilige Machutus. Pelgrims richten zich tot hem en bidden om troost en kracht in lijden en bij ziekte (met name kinderziekten, verlammingen, aandoeningen aan het zenuwstelsel). Het beeld van de heilige in de kerk is oorspronkelijk een Mariabeeld met kind op schoot uit de 12e eeuw. Op het gehavende Mariabeeld werd later een mannenhoofd aangebracht met baard en uitbundige haardos. In 1920 verleende paus Benedictus XV een aflaat aan pelgrims die met Pinksteren of op 15 november op deze plek boetvaardig de eucharistie ontvangen.

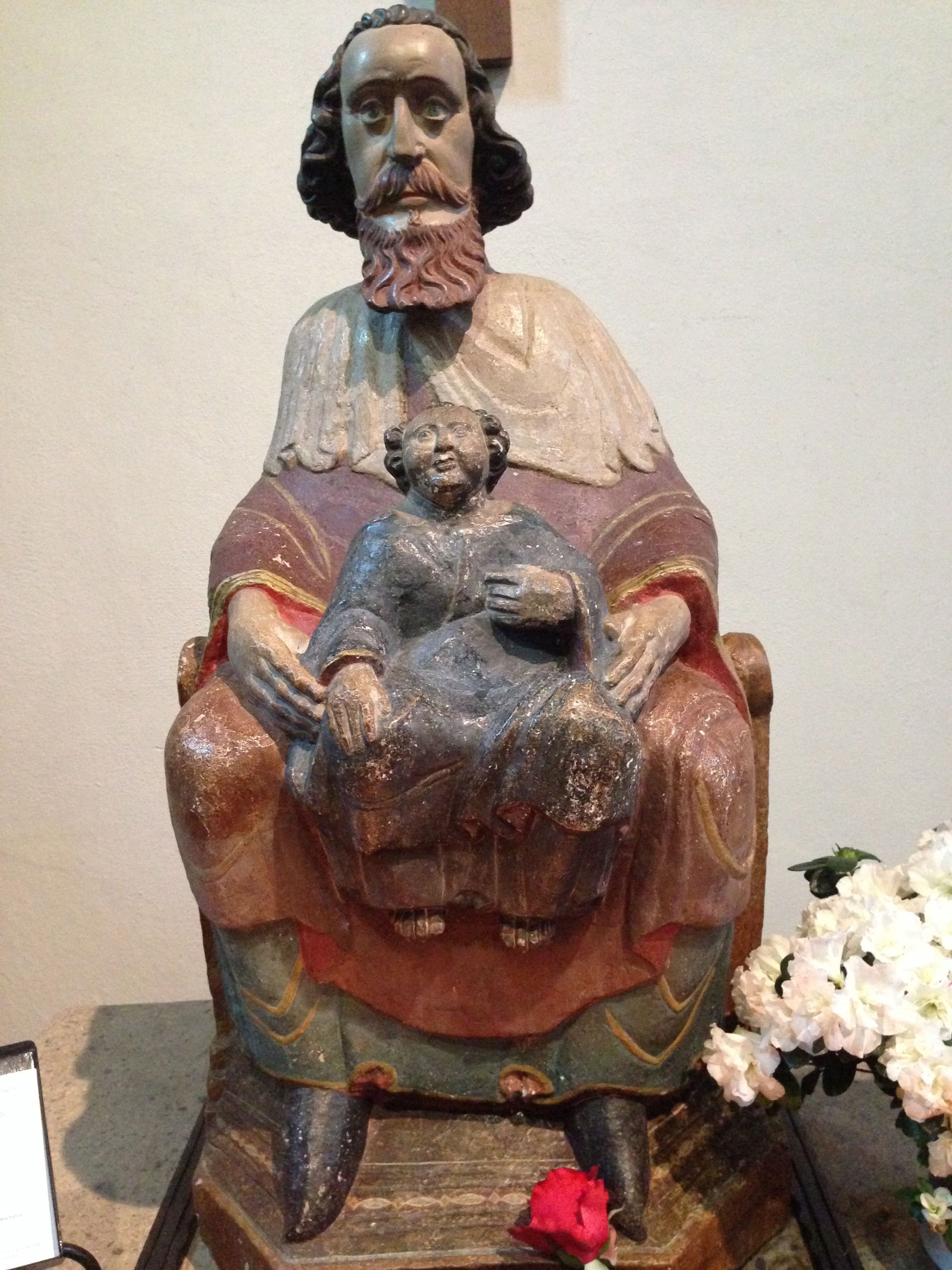
Sint-Machutusbeeld in Hoch-Elten

- Bibliothèque nationale de France: cb15120838b (data)
- Gemeinsame Normdatei: 123627400
- Library of Congress Control Number: n80064243
- Nederlandse Thesaurus van Auteursnamen: 072231432
- Système universitaire de documentation: 050593978
- Virtual International Authority File: 10759049